# Christina Birch
Pour les articles homonymes, voir Birch.
Christina Birch, née le 17 novembre 1986 à Mesa, est une coureuse cycliste américaine et candidate astronaute. En cyclisme, elle est spécialiste sur piste et est notamment championne panaméricaine de poursuite par équipes en 2018 avec Jennifer Valente, Kimberly Geist et Kelly Catlin.

## Biographie
Christina Birch est diplômée de l'université de l'Arizona avec une licence en mathématiques et une licence en biochimie et biophysique moléculaire. Elle commence le cyclisme en 2009, mais ne se lance en compétition que plus tard, durant son doctorat au Massachusetts Institute of Technology de Boston. Elle court pour la MIT Cycling Team et se spécialise en cyclo-cross. En 2012, elle court pour la première fois sur un vélodrome à l'occasion d'un entraînement au Northeast Velodrome, dans le New Hampshire. Elle dispute sa première compétition sur piste lors de championnats universitaire, où elle représente le MIT. Cependant, à la suite de la fermeture du Northeast Velodrome, elle se concentre à nouveau sur le cyclo-cross jusqu'en 2015.
Elle obtient son PhD en génie biologique cette année-là et s'installe en Californie, où elle devient professeure à l'université de Californie à Riverside. Elle reprend alors le cyclisme sur piste. Après une année, elle prend un poste au California Institute of Technology pour se rapprocher de sa piste d'entraînement. Elle est championne des États-Unis de poursuite en 2016 et 2017, et de poursuite par équipes en 2017. En début d'année 2018, elle est dixième de la course aux points et du scratch lors de la manche de coupe du monde de Minsk et obtient sa place en équipe des États-Unis pour les championnats du monde, à Apeldoorn (Pays-Bas). Elle y prend la seizième place du scratch. Plus tard dans la saison, elle est à nouveau championne des États-Unis de poursuite par équipes, ainsi que de l'américaine avec Jennifer Valente. Aux championnats panaméricains, elle décroche la médaille d'or de la poursuite par équipes avec cette dernière, Kimberly Geist et Kelly Catlin, et la médaille de bronze de l'américaine avec Kimberly Geist.
L'année suivante, elle est septième du championnat du monde de poursuite par équipes avec Jennifer Valente, Kimberly Geist et Emma White.
En décembre 2021, elle est sélectionnée parmi plus de 12 000 candidats comme astronaute au sein du groupe d'astronautes 23 de la NASA.

## Vie privée
Christina Birch grandit à Gilbert dans l'Arizona. En fin d'année 2021, elle déménage à Houston avec son compagnon Ashton Lambie, champion du monde de cyclisme sur piste.

## Palmarès

### Championnats du monde
- Apeldoorn 2018
  - 16e du scratch
- Pruszków 2019
  - 7e de la poursuite par équipe[5]

### Coupe du monde
- 2018-2019
  - 3e de la poursuite par équipes à Londres
- 2019-2020
  - 1re de la poursuite par équipes à Minsk (avec Jennifer Valente, Chloe Dygert et Emma White)
  - 3e de l'américaine à Brisbane

### Championnats panaméricains
- Aguascalientes 2016
  -  Médaillée d'argent de l'américaine (avec Colleen Gulick)
- Aguascalientes  2018
  -  Championne panaméricaine de poursuite par équipes (avec Jennifer Valente, Kimberly Geist et Kelly Catlin)
  -  Médaillée de bronze de l'américaine (avec Kimberly Geist)
- Cochabamba 2019
  -  Médaillée d'argent de la poursuite par équipes

### Jeux panaméricains
- Lima 2019
  -  Médaillée d'or de la poursuite par équipes (avec Lily Williams, Kimberly Geist et Chloé Dygert)
  -  Médaillée d'or de l'américaine (avec Kimberly Geist)

### Championnats nationaux
- 2016
  -  Championne des États-Unis de poursuite
  - 2e de l'américaine
  - 2e de la course aux points
- 2017
  -  Championne des États-Unis de poursuite
  -  Championne des États-Unis de poursuite par équipes
  - 3e de l'omnium
- 2018
  -  Championne des États-Unis de l'américaine (avec Jennifer Valente)
  -  Championne des États-Unis de poursuite par équipes
  - 2e de la course aux points
  - 3e de l'omnium
- 2019
  - 2e de l'américaine
  - 2e de l'omnium
  - 3e de la course aux points